# Knjiga Tanga
Knjiga Tanga ili Stara knjiga Tanga (jednostavni kineski: 舊唐书 ; tradicionalni kineski: 旧唐書 ; pinyin : jiù tángshū, alternativno kinesko ime: jednostavni kineski: 唐书, tradicionalni kineski: 唐書) je knjiga o povijesti dinastije Tang. Knjigu je napisao 941. Liu Xu (刘昫) iz dinastije Kasniji Jin (936. – 947.) koja je turkijskog podrijetla. Knjiga obuhvaća dvjesta poglavlja. Dio je Dvadeset i četiriju povijesnih knjiga (kineski: 二十四史; pinyin: Èrshísì Shǐ). Izvorno je napisana za vrijeme Pet dinastija i Deset kraljevstava. Nadišla ju je Nova knjiga Tanga (jednostavni kineski: 新唐书, tradicionalni kineski 新唐書, pinyin: xīn tángshū), djelo od deset svezaka i 225 poglavlja, sastavljeno za vrijeme dinastije Sunga, ali je poslije stekla prihvaćenost. 
Car Shi Jingtang iz dinastije Kasnijeg Jina zapovijedio je sastavljanje knjige 941. godine. Prvi glavni urednik bio je Zhao Ying (趙瑩), koji je također onda bio kancelarom. Do dana kad je bila upotpunjena, Liu Xu postao je kancelarom i preuzeo je rad na organizaciji. Rezultat je da je njemu pripisano glavno uredništvo kad je rad predstavljen 945. godine caru Chuu od Jina.

## Vanjske poveznice
- Stara knjiga Tang na Chinese Text Projectu